# Guerra dei Nasi Forati
La guerra dei Nasi Forati fu un conflitto armato tra numerose tribù di Nasi Forati con gli alleati Palus di Eco Rosso (Hahtalekin) e Testa Calva (Husishusis Kute) e lo United States Army.

## Storia
Il conflitto, combattuto tra giugno ed ottobre del 1877, fu causato dal rifiuto di molte tribù di Nasi Forati, soprannominati "indiani non-trattati", di rinunciare alle proprie terre natali sulle coste del Pacifico nordoccidentale per trasferirsi in una riserva indigena in Idaho. Questa deportazione forzata violava il trattato di Walla Walla firmato nel 1855 che concedeva alla tribù oltre 30 000 km² di terra ed il diritto di cacciare e pescare nelle terre vendute al governo statunitense. Dopo i primi scontri armati a giugno, i Nasi Forati si misero in viaggio verso nord per chiedere aiuto ai Crow. Dopo il rifiuto dei Crow, cercarono asilo presso i Lakota di Toro Seduto, fuggito in Canada nel maggio 1877 per evitare la cattura dopo la battaglia del Little Bighorn del 1876.
I Nasi Forati furono inseguiti da soldati dello United States Army, con cui avevano combattuto una serie di scontri durante una ritirata di quasi 1900 km. La guerra finì quando fu combattuta un'ultima battaglia di cinque giorni lungo lo Snake Creek alle pendici delle Bear Paw Mountains in Montana, a soli 65 chilometri dal confine canadese. La maggior parte dei Nasi Forati di Capo Giuseppe della tribù Wallowa si arresero ai generali Oliver O. Howard e Nelson Miles. Uccello Bianco dei Lamátta riuscì a fuggire dopo la battaglia con un numero imprecisato di indiani e insieme raggiunsero il campo di Toro Seduto in Canada. I 418 Nasi Forati che si arresero, comprese donne e bambini, furono fatti prigionieri e mandati con un treno a Fort Leavenworth in Kansas.
Nonostante Capo Giuseppe sia il più famoso dei capi Nasi Forati, non ne fu l'unico capo. I Nasi Forati erano guidati da una coalizione di numerosi capi provenienti da diverse tribù che comprendevano i Nasi Forati "non-trattati", tra cui i Wallowa di Ollokot, o Lamátta di Uccello Bianco, Toohoolhoolzote dei Pikunin e Specchio degli Alpowai. Il generale Howard era a capo del dipartimento della Columbia dell'esercito statunitense, incaricato di scortare i Nasi Forati nella riserva la cui giurisdizione fu estesa al generale William Tecumseh Sherman per permettere ad Howard l'inseguimento. Fu durante la resa finale dei Nasi Forati che Capo Giuseppe tenne il famoso discorso "Non combatterò mai più", tradotto dall'interprete Arthur Chapman.
Il The New York Times scrisse in un editoriale del 1877 che "Dal nostro punto di vista, la guerra fu inizialmente non più di un enorme errore ed un crimine". La guerra viene ricordata da numerosi siti del Nez Perce National Historical Park e del Nez Perce National Historic Trail.
La serie di operazioni di questa campagna è nota anche come Lunga Marcia; l'obbiettivo che perseguivano i Nasi Forati era infatti quello di raggiungere il confine canadese, ovvero la salvezza e la libertà. Il raggiungimento dell'obiettivo prevedeva un'estenuante marcia attraverso le Montagne Rocciose, un percorso pieno di insidie e, non ultimo, l'Esercito statunitense che cercò in ogni modo di ostacolarne il passaggio del confine.  

## Contesto storico
(Generale Philip Henry Sheridan)

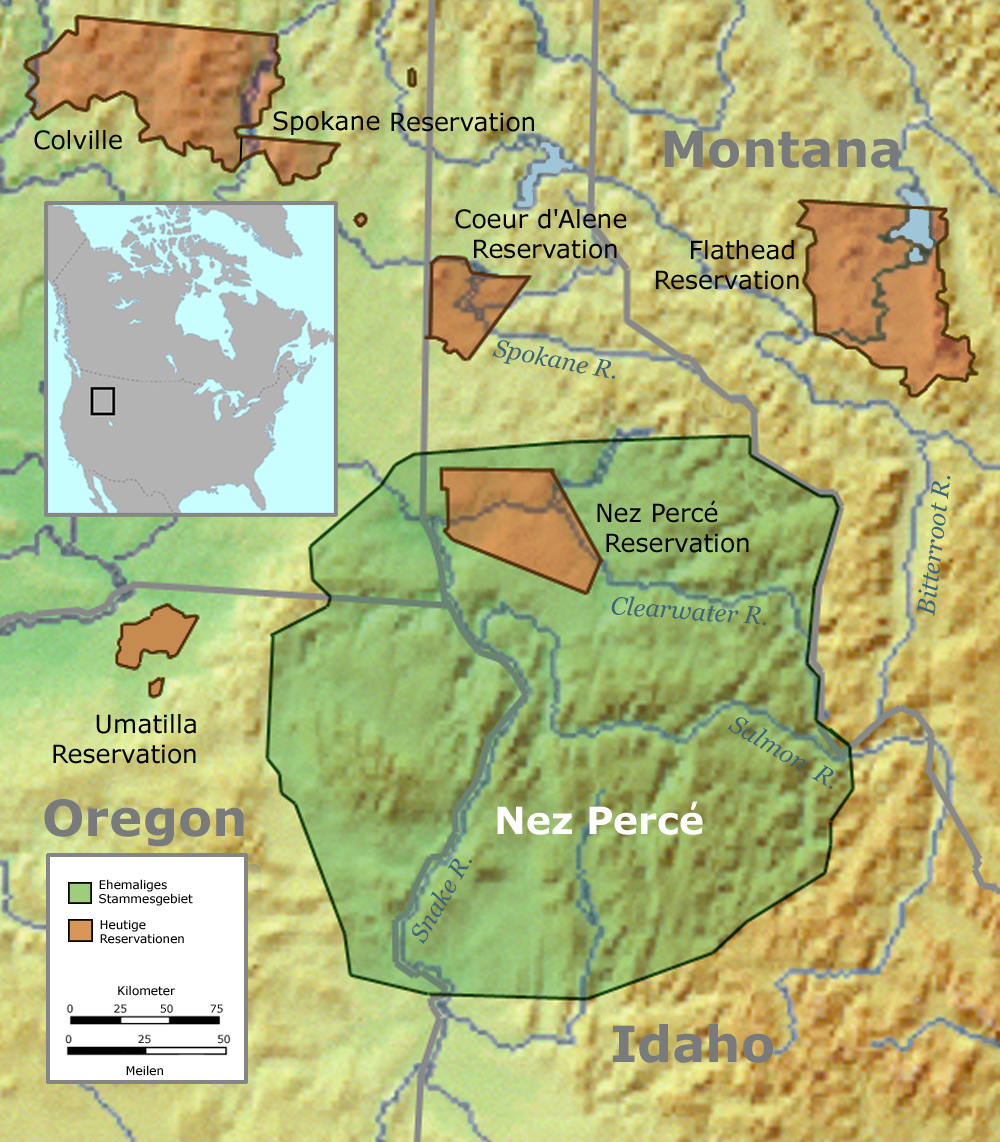
Riserva di Nasi Forati nel 1855 (verde) e la riserva ridotta nel 1863 (marrone)

Nel 1855 durante il consiglio di Walla Walla i Nasi Forati furono obbligati dal governo federale a rinunciare alle loro terre natali ed a trasferirsi nella riserva Umatilla del territorio dell'Oregon con Walla Walla, Cayuse e Umatilla. Le tribù coinvolte si opposero talmente duramente all'accordo che Isaac Ingalls Stevens, governatore e sovrintendente degli affari indiani nel territorio di Washington, e Joel Palmer, sovrintendente degli affari indiani per il territorio dell'Oregon, firmarono il trattato dei Nasi Forati Nez Perce nel 1855, garantendo loro il diritto di restare in un'ampia porzione di terra in Idaho, Washington e Oregon, in cambio della cessione agli Stati Uniti di 22000 dei 52000 km² per del denaro, con in più il diritto di cacciare, pescare e pascolare i cavalli sul terreno venduto. Era in pratica lo stesso diritto concesso sui terreni pubblici ai cittadini anglo-americani.
La neonata riserva dei Nasi Forati era ampia 30 000 km² e si divideva tra Idaho, Oregon e Washington. Secondo i termini del trattato nessun colono bianco poteva entrare nella riserva senza il permesso dei Nasi Forati. Nel 1860 fu scoperto l'oro nei pressi dell'odierna Pierce e 5000 cercatori invasero la riserva, fondando illegalmente la città di Lewiston come deposito in terra dei Nasi Forati. Rancheros ed agricoltori seguirono i minatori ed il governo statunitense non riuscì a tenerli fuori dalle terre indiane. I Nasi Forati si infuriarono per il fallimento del governo nel rispetto delle clausole dei trattati, e per il fatto che non si oppose agli invasori che saccheggiavano le loro praterie, dalle quali dipendevano per la sopravvivenza.
Nel 1863 un gruppo di Nasi Forati fu obbligato a vendere il 90% della riserva al governo, ed a loro rimasero solo 3000 km² in Idaho. Secondo il trattato tutti i Nasi Forati si sarebbero dovuti trasferire nella nuova minuscola riserva ad est di Lewiston. Numerosi Nasi Forati non considerarono valido l'accordo rifiutandosi di trasferirsi. I Nasi Forati che accettarono l'accordo erano in gran parte cristiani, mentre gli altri seguivano la religione tradizionale nativa. I Nasi Forati "non-trattati" comprendevano la tribù di Capo Giuseppe che viveva nella valle del Wallowa in Oregon nordorientale. Le dispute con i coloni bianchi portarono a molti omicidi, i cui responsabili non furono mai puniti.

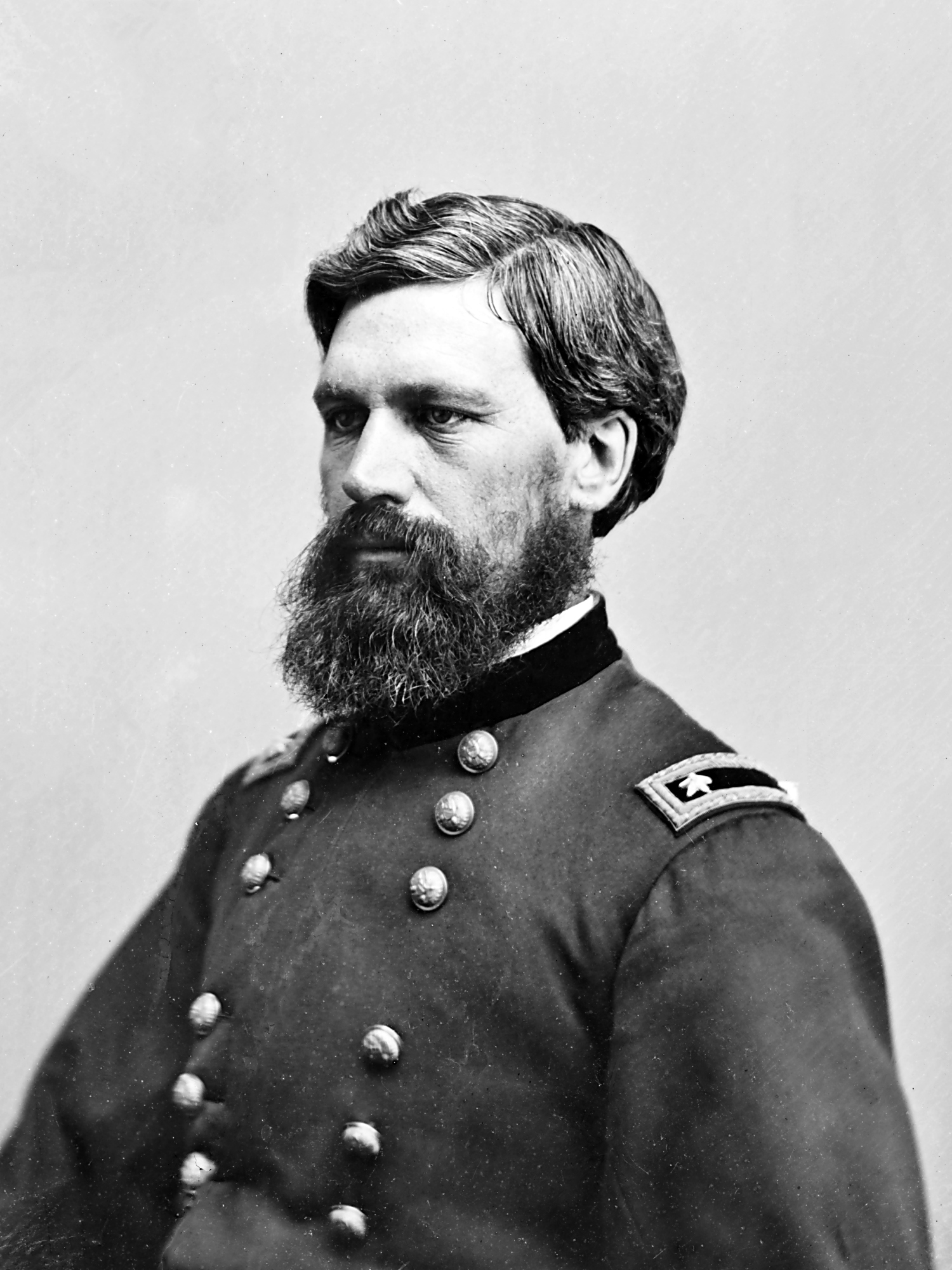
Generale Oliver O. Howard in una fotografia della guerra di secessione americana

Le tensioni tra Nasi Forati e coloni bianchi aumentarono nel 1876 e nel 1877. Il generale Oliver O. Howard convocò un consiglio nel maggio 1877 ordinando alle tribù ribelli di trasferirsi nella riserva, ponendo un improbabile ultimatum di 30 giorni. Howard umiliò i Nasi Forati imprigionandone il capo anziano Toohoolhoolzote, il quale si era dichiarato contrario allo spostamento. Gli altri capi Nasi Forati, tra cui Capo Giuseppe, considerarono futile una resistenza militare. Accettarono il trasferimento e si diressero come ordinato a Fort Lapwai, nel territorio dell'Idaho. Il 14 giugno 1877 circa 600 Nasi Forati delle tribù di Giuseppe e Uccello Bianco si radunarono nella prateria Camas, 10 km ad ovest dell'attuale Grangeville.
Il 13 giugno, poco prima del termine dell'ultimatum, la tribù di Uccello Bianco celebrò una cerimonia tel-lik-leen presso il campo del lago Tolo con guerrieri che sfilarono a cavallo in cerchio attorno al villaggio vantandosi delle battaglie combattute e del loro comportamento in guerra. Secondo i racconti dei Nasi Forati, un vecchio guerriero di nome Hahkauts Ilpilp (Orso Grizzly Rosso) contestò la presenza alla cerimonia di numerosi giovani guerrieri che non avevano vendicato i genitori uccisi dai coloni bianchi. Uno di loro, Wahlitits, era il figlio di Abito da Aquila, a cui aveva sparato Lawrence Ott tre anni prima. Umiliato e forse inebriato dal liquore, Wahlitits e due cugini (Sarpsisilpilp e Wetyemtmas Wahyakt) partirono dagli insediamenti del fiume Salmon per vendicarsi. La sera dopo, il 14 giugno 1877, Wetyemtmas Wahyakt tornò al lago annunciando di aver ucciso quattro bianchi (nessuna donna né bambino) e ferito un altro che aveva in passato minacciato gli indiani. Ispirati dal furore della guerra, circa sedici altri guerrieri si unirono a Wahlitits nelle razzie.
Giuseppe ed il fratello Ollokot erano lontani dal campo durante le razzie del 14 e 15 giugno. Quando tornarono il giorno dopo molti Nasi Forati erano partiti per accamparsi lungo White Bird Creek ed attendere la risposta del generale Howard. Giuseppe considerò l'idea di chiedere la pace ai bianchi, ma capì che sarebbe stato inutile dopo le razzie. Nel frattempo Howard aveva mobilitato il suo esercito ed aveva mandato 130 uomini, tra cui 13 guide dei Nasi Fortati, con il capitano David Perry a punire i Nasi Forati e costringerli ad andare nella riserva. Howard aveva previsto che i suoi soldati "se la sarebbero cavata velocemente". I Nasi Forati sconfissero Perry nella battaglia di White Bird Canyon ed iniziarono una lunga fuga verso est per fuggire dai soldati statunitensi.

## Guerra

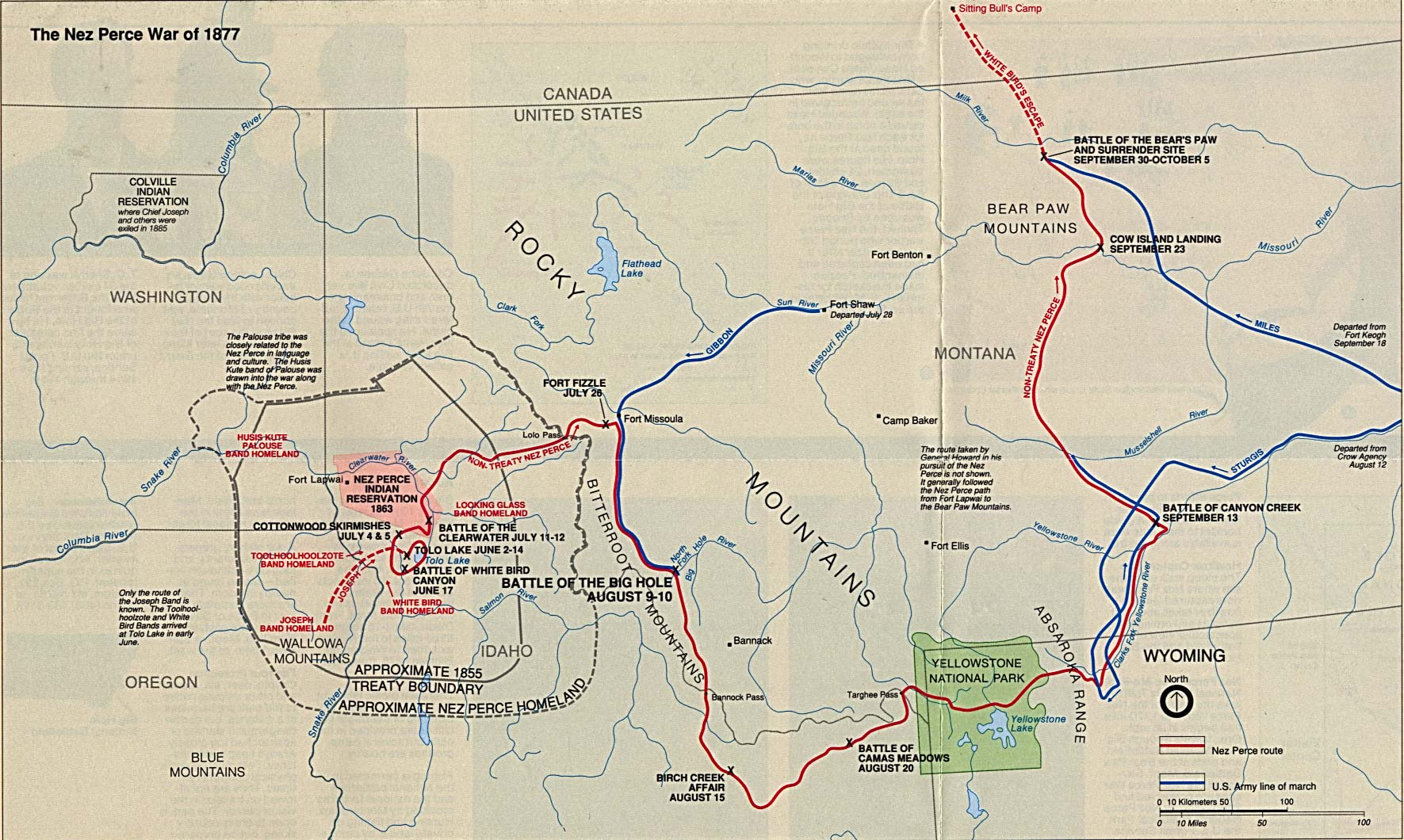
Mappa raffigurante la fuga dei Nasi Forati ed i luoghi delle principali battaglie

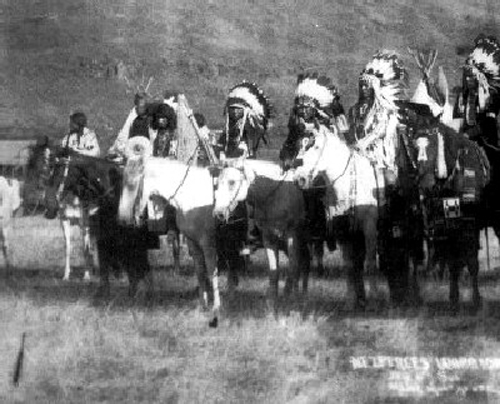
Guerrieri Nasi Forati

Giuseppe e Uccello Bianco si unirono con la tribù di Specchio e, dopo molte battaglie e schermaglie in Idaho il mese seguente, circa 250 guerrieri Nasi Forati e 500 donne e bambini con oltre 2000 cavalli ed altro bestiame iniziarono una ritirata non libera da scontri. Dall'Idaho attraversarono il passo Lolo entrando nel territorio del Montana, viaggiando verso sudest, entrando nel parco nazionale di Yellowstone per poi tornare in Montana, percorrendo circa 1900 km. Cercarono di chiedere asilo ai Crow ma, dopo il rifiuto di questi, decisero di trasferirsi in Canada.
Alcuni guerrieri Nasi Forati, probabilmente meno di 200, sconfissero o bloccarono l'esercito statunitense in molte battaglie. La più famosa fu la battaglia del Big Hole che durò due giorni in Montana sudoccidentale, uno scontro con molti caduti da ambo le parti, comprese molte donne e bambini dei Nasi Forati. Fino a Big Hole i Nasi Forati rimasero convinti di poter concludere la guerra con gli americani in modo favorevole, o almeno accettabile. Dopo la guerra "aumentò per ferocia e ritmo. Da allora in avanti i bianchi divennero i loro nemici e la loro forza militare fu ridotta".
La guerra terminò quando i Nasi Forati si fermarono per accamparsi nella prateria adiacente a Snake Creek alle pendici del versante settentrionale delle Bears Paw Mountains nel territorio del Montana, a soli 65 km dal confine canadese.
Credevano di essersi scrollati di dosso Howard e gli inseguitori, ma non sapevano che il neo promosso generale Nelson Miles al comando del neonato distretto di Yellowstone era stato mandato da Tongue River Cantonment per trovarli ed intercettarli. Miles guidava un gruppo misto composto dal 5º fanteria, dal 2º cavalleria e dal 7º cavalleria dell'ormai deceduto George Armstrong Custer. A fianco delle truppe c'erano le guide Lakota e Cheyenne, molte delle quali avevano combattuto l'esercito meno di un anno prima durante le guerre Sioux.
Fecero un attacco a sorpresa all'accampamento dei Nasi Forati la mattina del 30 settembre. Dopo tre giorni di scontri Howard giunse col suo gruppo, ed il 3 ottobre l'equilibrio fu rotto. Capo Giuseppe si arrese il 5 ottobre 1877 dicendo nel suo famoso discorso che non avrebbe "combattuto mai più".
In tutto i Nasi Forati affrontarono 2000 soldati statunitensi di diverse unità militari, oltre agli ausiliari indiani. Combatterono "diciotto scontri, comprese quattro grandi battaglie ed almeno quattro schermaglie feroci". Molti lodarono i Nasi Forati per la loro esemplare condotta e per le abilità belliche. Il giornale del Montana New North-West disse: "Il loro modo di combattere da quando sono entrati in Montana è stato quasi sempre segnata all'altezza delle nazioni civilizzate".

## Resa

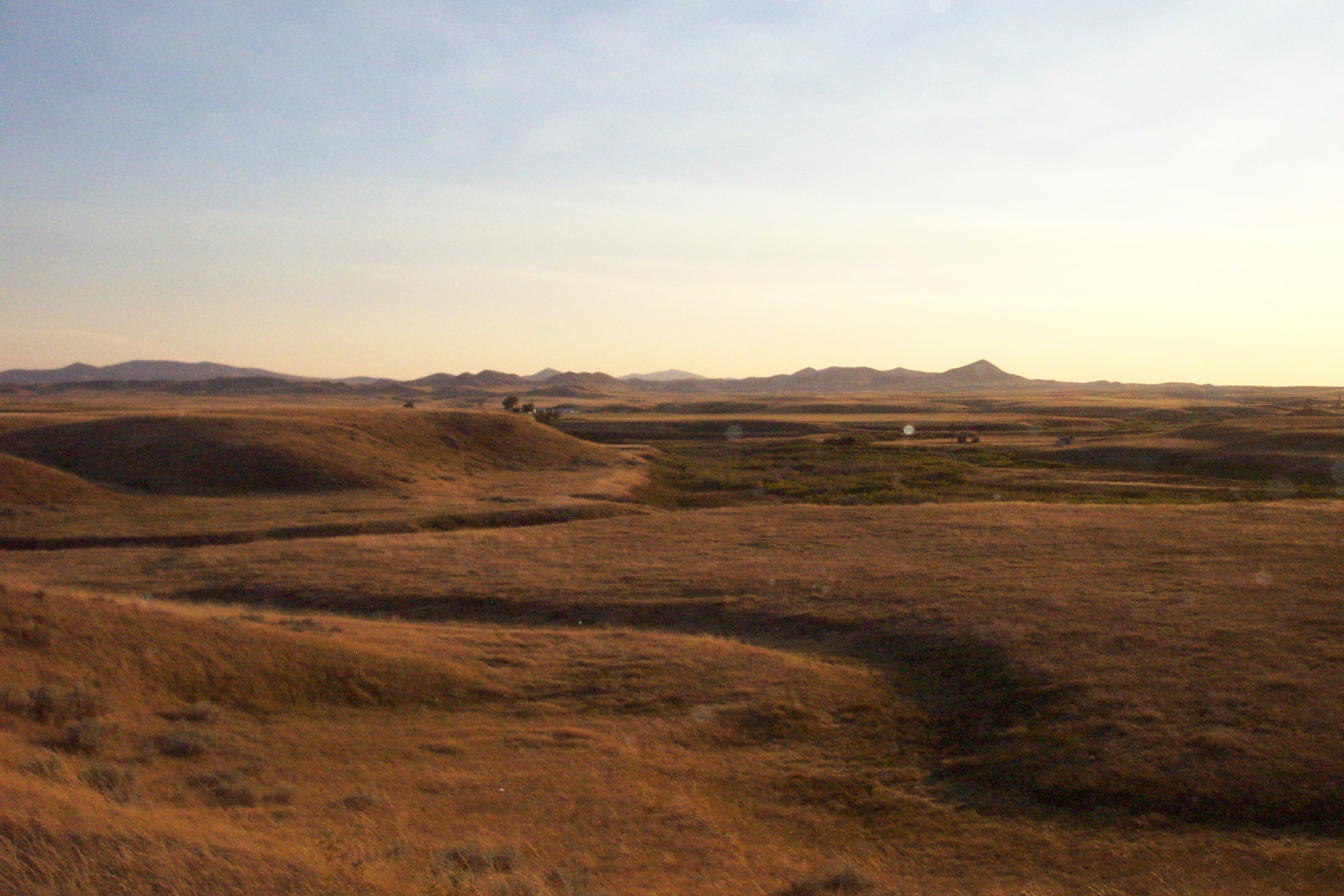
Campo di battaglia di Bear Paw in cui si combatté l'ultimo scontro della guerra dei Nasi Forati e dove Capo Giuseppe tenne il suo famoso discorso

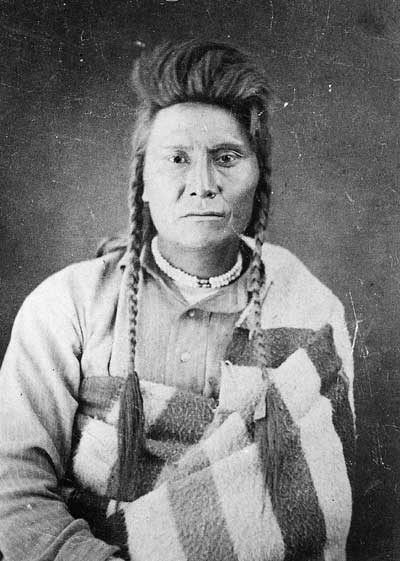
Capo Giuseppe a Tongue River Cantonment nel territorio del Montana, fotografato da John H. Fouch il 23 ottobre, lo stesso giorno in cui giunsero i prigionieri Nasi Forati, tre settimane dopo la resa

Quando Capo Giuseppe si arrese formalmente il 5 ottobre 1877 alle 14:20, gli europei-americani lo descrissero come il principale capo dei Nasi Forati e lo stratega che stava dietro la brillante ritirata indiana. La stampa statunitense lo definì "il Napoleone Rosso" per l'audacia guerriera dimostrata, ma in realtà le tribù dei Nasi Forati coinvolte non lo consideravano un capo guerriero. Furono il fratello minore di Giuseppe, Ollokot, Poker Joe e Specchio degli Alpowai a stilare i piani e le tattiche usati dai guerrieri, mentre Giuseppe era responsabile della cura del campo.
Nasi Forati fu immortalato dal suo celebre discorso:
Il discorso di Giuseppe fu tradotto dall'interprete Arthur Chapman e fu trascritto dall'aiutante di campo di Howard, il tenente Charles Erskine Scott Wood. Tra le altre cose Wood era uno scrittore e poeta. La sua poesia "The Poet in the Desert" (1915) fu un successo letterario, ed alcuni critici hanno ipotizzato che possa aver usato una licenza poetica ed aver abbellito il discorso di Giuseppe.

## Conseguenze

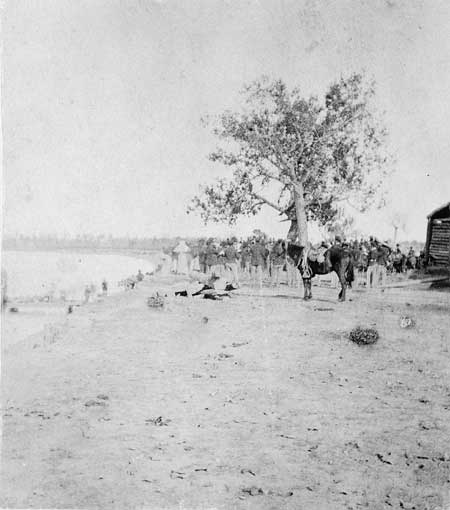
I prigionieri Nasi Forati giungono a Tongue River Cantonment il 23 ottobre

Durante i negoziati della resa, Howard e Miles promisero a Giuseppe che ai Nasi Forati sarebbe stato permesso di tornare nella propria riserva in Idaho. Ma il comandante generale William Tecumseh Sherman cambiò idea e li trasferì in Kansas. "Ho creduto al generale Miles, o non mi sarei mai arreso" disse in seguito Capo Giuseppe.
Miles marciò con i prigionieri per 400 km fino a Tongue River Cantonement in Montana sudorientale, dove giunsero il 23 ottobre 1877 e rimasero fino al 31 ottobre. I robusti guerrieri furono fatti marciare fino a Fort Buford, alla confluenza di Yellowstone e Missouri. Il 1º novembre i malati, i feriti, le donne ed i bambini partirono da Fort Buford su quattordici barche mackinaw.
Tra l'8 ed il 10 novembre i Nasi Forati partirono da Fort Buford diretti a Fort Abraham Lincoln oltre il fiume Missouri da Bismarck nel territorio del Dakota. Circa 200 partirono a bordo dei mackinaw il 9 novembre con due compagnie del 1º fanteria. Il resto viaggiò a cavallo scortato da truppe del 7º cavalleria diretti verso il campo invernale.
La maggioranza dei cittadini di Bismarck accolsero bene i prigionieri Nasi Forati, fornendo un sontuoso pranzo a loro ed alla scorta. Il 23 novembre i prigionieri Nasi Forati ed i loro beni furono caricati su undici carrozze e partirono in treno per Fort Leavenworth in Kansas.
Si astennero dal prendere gli scalpi: lasciarono libere le donne prigioniere; non commisero omicidi indiscriminati di famiglie innocenti, il che era comune, e combatterono con capacità scientifiche, usando avanguardia e retroguardia, combattimenti in linea e fortificazioni da campo»
(Generale William Tecumseh Sherman)
A causa delle proteste presentate a Sherman dal comandante della fortezza, i Nasi Forati furono obbligati a vivere in una zona paludosa. "Fu orribile", disse uno scrittore, "i 400 miserabili, abbandonati, emaciati esemplari di umanità, soggetti per mesi all'aria malarica del fiume". Capo Giuseppe si recò a Washington nel gennaio del 1879 per chiedere il permesso per il proprio popolo di fare ritorno in Idaho o, almeno, di ottenere terra nel territorio indiano in quello che sarebbe poi diventato l'Oklahoma. Incontrò presidente e Congresso e fu accolto con onore, ma l'opposizione dell'Idaho impedì al governo di accettare la sua richiesta. Giusepee ed i Nasi Forati furono mandati in Oklahoma e si stabilirono in una piccola riserva nei pressi di Tonkawa. Le condizioni nel caldo territorio furono molto migliori di quelle sopportate a Leavenworth.
Nel 1885 a Giuseppe ed ai 268 Nasi Forati sopravvissuti fu infine concesso di tornare sul Pacifico nordoccidentale. Non fu però permesso loro di tornare nella riserva dei Nasi Forati, ma si insediarono nella riserva Colville a Washington. Giuseppe morì qui nel 1904.

## Nella cultura di massa

### Libri

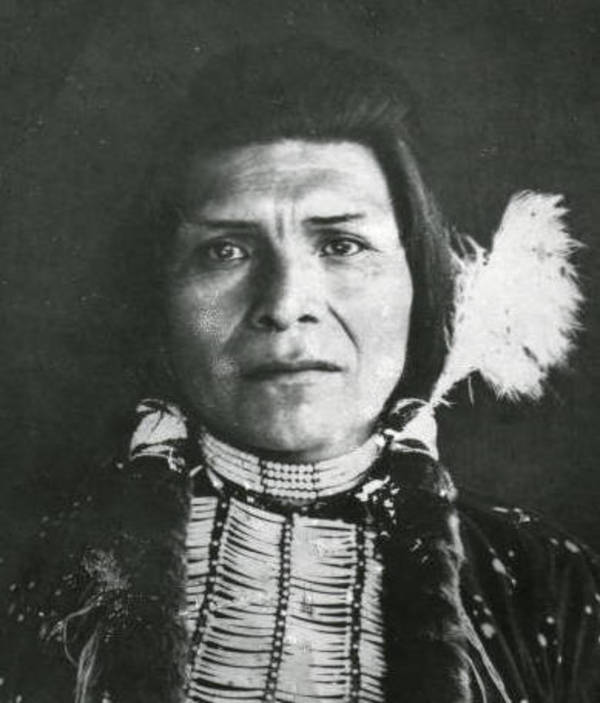
Peo Peo Tholekt, un guerriero dei Nasi Forati che aiutò a catturare un obice da montagna nella battaglia del Big Hole

Il generale Oliver Otis Howard fu il comandante ufficiale delle truppe statunitensi che inseguirono i Nasi Forati durante la guerra del 1877. Nel 1881 pubblicò un racconto su Giuseppe e sulla guerra, Nez Perce Joseph: An Account of His Ancestors, His Lands, His Confederates, His Enemies, His Murders, His War, His Pursuit and Capture, in cui descrisse la sua campagna.
Il punto di vista dei Nasi Forati fu rappresentato da Yellow Wolf: His Own Story, edito nel 1944 da Lucullus Virgil McWhorter, il quale aveva intervistato Lupo Giallo, un guerriero dei Nasi Forati. Il libro è molto critico nei confronti del ruolo dei militari nella guerra, soprattutto del generale Howard.
McWhorter scrisse anche Hear Me, My Chiefs!, pubblicato postumo. Si basava sulle fonti documentarie e conteneva materiale storico prodotto da entrambi gli schieramenti.

### Televisione
Nel 1975 il teledramma storico di David Wolper intitolato I Will Fight No More Forever, con Ned Romero nel ruolo di Giuseppe e James Whitmore nel ruolo del generale Howard, fu ben accolto in un periodo in cui la cultura dei nativi subiva un'ampia esposizione mediatica. In Italia, uscì al cinema col titolo "Indians". L'opera fu importante per il fatto che cercò di presentare una vista bilanciata degli eventi.

### Canzoni
Nel 1983 il cantante folk Fred Small incise The Heart of the Appaloosa, in cui descrisse gli eventi della guerra dei Nasi Forati, evidenziando l'ottimo uso fatto dagli indiani dei cavali Appaloosa in battaglia e durante la ritirata. Nel testo si cita il nome indiano di Capo Giuseppe, tradotto come "Tuono che Rotola Giù Dalla Montagna", e buona parte del discorso "Non combatterò mai più".